# Tupilaq

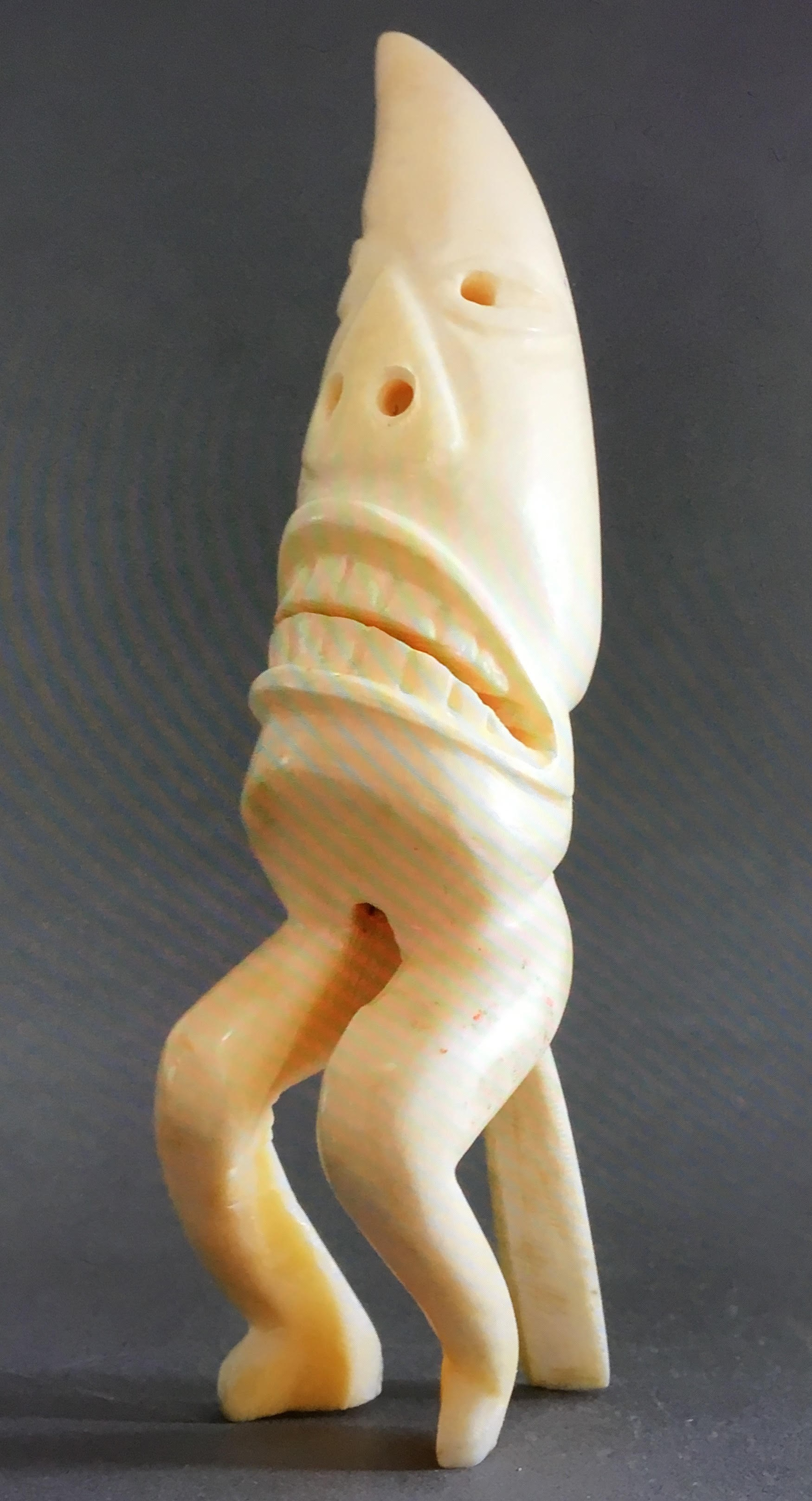
Un Tupilaq (Tupilak, tupilait) es un tipo de criatura mitológica de la cultura inuit

Un Tupilaq (Tupilak, tupilait o ᑐᐱᓚᒃ) es un tipo de criatura mitológica de la cultura inuit.[cita requerida]

## Leyenda
Según las tradiciones inuit, los Tupilaq son monstruos vengadores fabricados por un practicante de brujería dentro del chamanismo, creado mediante el uso de diversos objetos, tales como partes de animales (huesos, piel, pelo, tendones, etcétera e incluso partes tomadas de cadáveres de niños).[cita requerida]
Posteriormente, a la criatura se le da la vida mediante un ritual, y se coloca luego en el mar para buscar y destruir a un enemigo específico. El uso de un tupilaq es arriesgado, ya que si ha sido enviado para destruir a alguien que tuviera más poderes mágicos que el que lo había formado, este podría ser enviado de vuelta para matar a su creador, aunque el fabricante de tupilaq podría escapar por la confesión pública de su obra o de su cuenta.[cita requerida]

## Actualidad
Hoy en día, se tallan muchos tupilaqs decorativos de diferentes tamaños y formas en diversos materiales, como colmillo de narval, madera y cornamenta de caribú. Son una parte importante del arte inuit de Groenlandia y son muy apreciados por los coleccionistas.[cita requerida]